# Inga disticha
Inga disticha är en ärtväxtart som beskrevs av George Bentham. Inga disticha ingår i släktet Inga och familjen ärtväxter.

## Underarter
Arten delas in i följande underarter:
- I. d. disticha
- I. d. negrensis